# 港北町 (室蘭市)
港北町（こうほくちょう）は北海道室蘭市の地名。港北町一丁目から五丁目の町がある。五丁目を除き住居表示実施済み。郵便番号は050-0063。

## 地理
室蘭市の中央部に位置し、西に本輪西町，柏木町、北に神代町、東に八丁平、南東に高平町、南に仲町と接し、南西に室蘭港と面する。

### 河川
- 準用河川 コイカクシ川
- 準用河川 本輪西川

### 海洋
- 室蘭港

## 地域の特徴
室蘭市の都市計画マスタープランでは蘭北地域に属する。
南部を国道37号が横断、その南側をJR北海道 室蘭本線が走る。町域の北側からコイカクシ川が町域の中央を通るように南南西に流れ、途中西に向きを変え本輪西川と合流して室蘭港に注ぐ。南部の一丁目は埋め立て地、その他は丘陵地で谷あいに住宅地を形成する。

一丁目にサンライフ室蘭，港北中央町会館、二丁目に桜ケ丘幼稚園，さくらっ子保育園，室蘭港北郵便局，ホームストア 港北店、三丁目に港北ふれあいセンター、四丁目に室蘭市立蘭北小学校がある。

## 歴史
1870年（明治3年）、仙台藩石川邦光の重臣添田竜吉と弟の泉麟太郎が44戸51人を率いて室蘭郡への第一陣入植者として移住。生活基盤を固めるべく製塩・養蚕・牧畜・製網・製鉄等様々な事業に取り組んだがいずれも長続きせず失敗に終わった。様々な失敗を重ね、最も成功した事業が製氷業であった。1878年（明治11年）現在のホームストア港北店裏あたりに第一氷場、現在の春雨橋バス停前付近に第二氷場をコイカクシ川から引水して作った。夏は鯉・ヤマベ・ウナギなどの養殖を行い、12月からは水を凍結させて氷を作った。この氷は大阪方面に出荷され、輪西氷として好評を博した。1903年（明治36年）に米国の石油会社インターナショナル・オイル・カンパニーが石油タンク設置場として製氷地付近一帯の土地を買い占めたことで25年の歴史に幕を閉じた。1952年（昭和27年）現在の港北町四丁目に室蘭市立高平小学校が開校、1982年（昭和57年）には校舎を新築したが、2016年（平成28年）3月に閉校、跡地に蘭北小学校が開校した。

### 地名の由来
港の北に位置することによる。

### 沿革
- 1967年（昭和42年）7月1日 - 港北町一丁目 - 五丁目新設[7]。

### 町名の変遷
| 実施内容          | 実施年月日               | 実施後       | 実施前                               |
| ----------------- | ------------------------ | ------------ | ------------------------------------ |
| 町名新設 住居表示 | 1967年（昭和42年）7月1日 | 港北町一丁目 | 本輪西町（字），高平町（字）の各一部 |
| 町名新設 住居表示 | 1967年（昭和42年）7月1日 | 港北町二丁目 | 本輪西町（字），高平町（字）の各一部 |
| 町名新設 住居表示 | 1967年（昭和42年）7月1日 | 港北町三丁目 | 本輪西町（字），高平町（字）の各一部 |
| 町名新設 住居表示 | 1967年（昭和42年）7月1日 | 港北町四丁目 | 本輪西町（字），高平町（字）の各一部 |
| 町名新設          | 1967年（昭和42年）7月1日 | 港北町五丁目 | 本輪西町（字），高平町（字）の各一部 |

## 世帯数と人口
2023年（令和5年）12月31日現在（室蘭市発表）の世帯数と人口は以下の通りである。
| 町           | 世帯数    | 人口    |
| ------------ | --------- | ------- |
| 港北町一丁目 | 259世帯   | 463人   |
| 港北町二丁目 | 474世帯   | 1,020人 |
| 港北町三丁目 | 424世帯   | 842人   |
| 港北町四丁目 | 431世帯   | 798人   |
| 港北町五丁目 | 151世帯   | 268人   |
| 計           | 1,739世帯 | 3,391人 |

### 人口の変遷
国勢調査による人口の推移。
| 1995年（平成7年）  | 4,169人 | [ 8 ]  |  |
| 2000年（平成12年） | 4,131人 | [ 9 ]  |  |
| 2005年（平成17年） | 3,953人 | [ 10 ] |  |
| 2010年（平成22年） | 3,819人 | [ 11 ] |  |
| 2015年（平成27年） | 3,615人 | [ 12 ] |  |
| 2020年（令和2年）  | 3,474人 | [ 13 ] |  |

### 世帯数の変遷
国勢調査による世帯数の推移。
| 1995年（平成7年）  | 1,564世帯 | [ 8 ]  |  |
| 2000年（平成12年） | 1,618世帯 | [ 9 ]  |  |
| 2005年（平成17年） | 1,629世帯 | [ 10 ] |  |
| 2010年（平成22年） | 1,620世帯 | [ 11 ] |  |
| 2015年（平成27年） | 1,586世帯 | [ 12 ] |  |
| 2020年（令和2年）  | 1,546世帯 | [ 13 ] |  |

## 学区
市立小・中学校に通う場合、学区は以下の通りとなる。
| 町           | 街区 | 小学校             | 中学校             |
| ------------ | ---- | ------------------ | ------------------ |
| 港北町一丁目 | 全域 | 室蘭市立蘭北小学校 | 室蘭市立港北中学校 |
| 港北町二丁目 | 全域 | 室蘭市立蘭北小学校 | 室蘭市立港北中学校 |
| 港北町三丁目 | 全域 | 室蘭市立蘭北小学校 | 室蘭市立港北中学校 |
| 港北町四丁目 | 全域 | 室蘭市立蘭北小学校 | 室蘭市立港北中学校 |
| 港北町五丁目 | 全域 | 室蘭市立蘭北小学校 | 室蘭市立港北中学校 |

## 交通

### バス
道南バスが路線バスを運行する。

### 道路
- 国道37号

## 施設

### 公共施設
- 港北中央町会館
- 港北ふれあいセンター

### 教育施設
- 室蘭市立蘭北小学校
- 桜ケ丘幼稚園

### 金融機関
- 室蘭港北郵便局

### 商業施設
- ホームストア 港北店

### 社会福祉施設
- さくらっ子保育園
- サンライフ室蘭

### 公園
- 恋かくし公園
- 港北公園
- 港北1丁目公園
- 港北なかよし公園